# Partei für Gerechtigkeit und Aufbau
Die Partei für Gerechtigkeit und Aufbau (arabisch حزب العدالة والبناء, DMG ḥizb al-ʿadāla wa-l-bināʾ; französisch Parti de la justice et de la construction; PJC), auch Gerechtigkeits- und Entwicklungspartei genannt, ist die politische Partei der Muslimbrüder in Libyen. Sie wurde offiziell am 3. März 2012 in Tripolis gegründet.
Mohamed Sowan aus Misrata führt die Partei, während Mohamed Gaair ihr Sprecher ist.

## Geschichte
Der libysche Zweig der Muslimbrüder war es bis nach dem Libyschen Bürgerkrieg 2011 nicht gestattet, offen zu operieren. Eine öffentliche Konferenz wurde in Libyen zum ersten Mal am 17. November 2011 abgehalten, welcher vom Führer der Bruderschaft Suleiman Abdelkader geleitet wurde; auch Raschid al-Ghannuschi von der tunesischen Muslimbruderschaft, der Ennahda, war anwesend. Am 24. Dezember 2011 kündigte die libysche Muslimbruderschaft die Absicht an, dass sie eine politische Partei gründen wird, um bei der Wahl zur verfassunggebenden Versammlung 2012 anzutreten.
Die offizielle Gründung der Partei für Gerechtigkeit und Aufbau wurde am 4. März 2012 erklärt, obwohl es kein Parteistatut gab. Der Sprecher der libyschen Muslimbruderschaft, Mohamed Gaair, meinte, dass die Gründung der Partei in Tripolis bei einer Versammlung mit Vertretern aus 18 Städten landesweit stattfand und mehr als 1.400 Mitglieder bei einem Treffen am Tag davor anwesend waren, um die Gründung der Partei zu erklären.
Bei der Wahl zum libyschen Nationalkongress 2012 gewann die Partei 17 der 200 Sitze. Nachdem Abdessalem al-Mesmari, ein Kritiker des Islamismus, erschossen wurde, kam es 2013 zu Protesten gegen die Partei, bei denen das Büro gestürmt wurde.
Die Brüderschaft weigerte sich, die Macht dem Repräsentantenhaus, das die verfassungsgebende Versammlung hätte ablösen sollen, abzugeben. Das parallele Bestehen zweier "Parlamente" ging mit einem Bürgerkrieg einher. Katar und die Türkei unterstützten die Koalition, in welcher sich die Muslimbrüder befanden, während Ägypten und die Vereinigten Arabischen Emirate deren Gegner unterstützten. Nach dem Plan der UNO von 2015 sollte das Repräsentantenhaus, das den Muslimbrüdern oft skeptisch gegenüber steht, das einzige Parlament sein. Die Muslimbrüder stimmten dem Plan zu, um an der Übergangsregierung beteiligt zu sein. Da der Plan nicht funktionierte, wurde er verändert, wobei das Gewicht der Verbündeten der PJC abnehmen dürfte. Im Jahr 2018 sollten Wahlen stattfinden.

## Organisation
Der ehemalige politische Häftling Mohamed Sowan aus Misrata wurde zum ersten Führer der Partei gewählt.
Die Partei hat keine offiziellen Vertreter in der Interimsregierung des Nationalen Übergangsrates. Allerdings wird die Partei als die am besten organisierte Gruppe des Landes betrachtet,.

## Ideologie
Die Partei für Gerechtigkeit und Aufbau gibt Sicherheit und Stabilität den Vorrang. Sie arbeitet auf der Grundlage islamischer Prinzipien. Die Partei begrüßte die Ankündigung des Übergangsrates, dass Libyen durch das islamische Recht als Quelle der Gesetzgebung regiert wird.